# Ринсвинд
Ринсвинд (англ. Rincewind the Wizzard) — волшебник-недоучка из серии книг Терри Пратчетта о Плоском мире.

## Внешность
Ринсвинд относительно молодой волшебник на четвёртом десятке, высок и тощ (большинство волшебников Плоского Мира низкорослы и упитаны, шарообразны и не любят бегать), его подбородок украшает общипанная бородёнка. Он одет в тёмно-красный балахон с вышитыми потускневшими блёстками магическими знаками, который видел лучшие дни, а возможно, и лучшие десятилетия. На голове Ринсвинд носит остроконечную шляпу с волнистыми полями, на которой кто-то большими серебряными буквами вышил: «Валшепник» (англ. Wizzard). Сверху шляпу венчает звезда, потерявшая большую часть блёсток. Шею Ринсвинда украшает цепь с бронзовым октагоном, сразу выдающая выпускника Незримого Университета, высшей школы магии.

## Описание
Когда Ринсвинд был студентом, он заглянул в Октаво, книгу, в которой записаны восемь Заклинаний, по легенде произнесённых Создателем в момент сотворения Плоского Мира. В этот момент одно из Заклинаний сбежало из книги и укрылось в голове Ринсвинда. Так как все прочие заклинания страшились подобного соседства, больше никакой магии студенту усвоить так и не удалось. Ринсвинд труслив, но его постоянно настигают неприятности. Стоит ему на минутку улечься отдохнуть, как судьба подкидывает ему испытания. Его девиз: «Я бегу, следовательно, я существую». К нему безуспешно пытается прийти Смерть, чтобы забрать его душу, но он то спасается в последний момент, то оказывается не в том месте, где его ожидала бы гибель. Со временем песочные часы его жизни начинают искривляться, а песок в них течёт вспять. Ринсвинд известный знаток лингвистики и практической географии — он может крикнуть «Помогите!» на четырнадцати языках и умолять о пощаде ещё на двенадцати.
Ринсвинд является единственным на Безымянном Континенте обладателем Сундука, подаренного ему Двацветком, первым туристом на Диске.
До начала своих умопомрачительных приключений работал помощником Библиотекаря в Библиотеке Незримого Университета. В настоящее время он исполняет обязанности профессора Жестокой и Необычной Географии (англ. Egregious Professor Of Cruel And Unusual Geography).
Появляется в следующих книгах:
- «Цвет волшебства»
- «Безумная звезда»
- «Мор — ученик Смерти» (эпизодически)
- «Посох и шляпа»
- «Эрик»
- «Интересные времена»
- «Последний континент»
- «Последний герой»
- «Незримые академики»

## Экранизация
В телевизионной экранизации «Цвет волшебства» роль Ринсвида исполняет актёр Дэвид Джейсон.

## В других областях
Ринсвинд вместе с Нянюшкой Ягг, Волан-де-Мортом и Дамблдором появился на первоклассных марках Королевской почты Великобритании.
Ринсвинд является главным героем серии видео игр «Discworld» в жанре квест.

## Критика и отзывы
А. С. Байат в своём обзоре романа «Ночная стража» отмечает отсутствие Ринсвинда как один из признаков того, что воображаемый мир Пратчетта становится мрачным и тёмным.
Ринсвинд занял 10 место в списке 10 самых интересных героев фэнтези по версии журнала «Мир Фантастики». Автор добавил, что персонаж превратил трусость в настоящую философию.

## Упоминания
В честь Ринсвинда назван один из релизов Докувики
В ролевой многопользовательской 2D-игре Space Station 13 присутствует заболевание Wizarditus, векторное название которого — Rincewindus Vulgaris. Согласно описанию, заболевание вызывает спонтанный рост робы мага, неконтролируемое выкрикивание заклинаний, а на последней стадии телепортирует инфицированного в случайное место на карте.